# フリードリヒ4世 (ニュルンベルク城伯)
フリードリヒ4世・フォン・ニュルンベルク（Friedrich IV. von Nürnberg、1287年（またはそれ以後）- 1332年5月19日）は、ホーエンツォレルン家のニュルンベルク城伯。

## 生涯
フリードリヒは、ニュルンベルク城伯フリードリヒ3世とヘレーネ・フォン・ザクセンの息子。1300年に兄のヨハン1世が、わずか3年の治世で亡くなると、彼がその跡を継いだ。1322年に城伯は、伏兵を用いてミュールドルフの戦いに勝利し、対立王であるハプスブルク家のオーストリア公フリードリヒ3世を捕虜にした。1331年にはアンスバッハを購入することで獲得した。その翌年に彼は亡くなり、息子のヨハン2世が跡を継いだ。

## 子女
フリードリヒ4世は、1307年8月2日にマルガレーテ・フォン・ケルンテンと結婚した。子供は以下の通り。
- コンラート3世（または5世）（1334年没）
- ヨハン2世（1309年 – 1357年） - ニュルンベルク城伯
- フリードリヒ（1364/8年没） - レーゲンスブルク司教
- マルガレーテ（1317年 - 1382年以後） - ナッサウ＝ヴィースバーデン伯アドルフ1世妃
- ベルトルト（1320年 – 1365年） - アイヒシュテット司教
- ヘレーナ（1374年以後没） - ヴァイマール＝オーラミュンデ伯オットー5世妃（1321年頃）、シュヴァルツブルク伯ハインリヒ9世妃（1341/46年）
- カタリーナ（1373年以後没） - ヴェルトハイム伯エバーハルト1世妃
- アンナ（1340年以後没） - ロイヒテンブルク方伯ウルリヒ1世妃
- アルブレヒト美伯（1361年没）
- アグネス（1363年以後没） - マールシュテッテン＝グライスバッハ伯ベルンハルト5世妃（1336年）、ヴェルデンベルク＝ハイリゲンベルク伯アルブレヒト2世妃（1343年頃）